# Øyer
Øyer i Gudbrandsdalen er en kommune i Innlandet fylke i Norge.
Den grænser i nord til Ringebu, i øst til Stor-Elvdal, i syd til Ringsaker og Lillehammer, og i vest til Gausdal. Højeste punkt er Eldåhøgda der er 1.232 moh.
Kommunen havde 5.132 indbyggere i 2019, og består af to sogne, Øyer og Tretten. Totalarealet er ca. 640 km² hvorav ca. 20 km² er vand.

En person fra Øyer kaldes en øyværing.

## Erhverv og beskæftigelse
Øyer har traditionelt været en jord- og skovbrugskommune. Jordbrugsarealet er ca. 3.000 hektar. Det produktive skovareal er ca. 16.400 ha. mens udmarksarealet udgør ca. 39.000 ha. Der er ca. 180 landbrug i drift, 1.200 malkekøer, 350 ammekøer og ca. 8000 får og lam på græsning om sommeren. Nogen svineproduktion er det også i kommunen.
Specielt for Øyer er den store betydningen fjeldet har. I 1960'erne blev der opdyrket store arealer på fjeldet. Det medførte at ca. 1/3 af al dyrket mark ligger på fjeldet.
Specielt for Øyer er også at en så stor del af kommunen er statsalminding, det vil sige at det er staten som er grundejer, mens fjeldstyret administrerer det meste af brugen af almindingen.

## Turisme
I forbindelse med Vinter-OL i Lillehammer i 1994 tog opbygningen af turisterhvervet fart. Hafjell Alpinanlæg har lagt grunden for en storstilet udbygning af overnatningsmulighederne i den sydlige del af kommunen. Øyer Gæstegård var den første der etablerede sig , senere er hoteller, lejligheder, storhytter og mange private hytter kommet til. Det er ca 8.000 kommercielle og 5.500 private sovepladser. Hunderfossen Familiepark – som godt nok ligger i Lillehammer kommune – sætter Øyer i en speciel situation med både en stor vinter- og sommerattraktion.
Kommunen har mange forskellige aktivitetstilbud til både turister og kommunens egne indbyggere. Det er idrætsanlæg både i Øyer og i Tretten, idrætshal findes i Tretten. Der er fire lysløjper i kommunen, ved Tretten idrætshal, i Musdal som også er skiskytteløjpe, på Granrudmoen og på Lisetra.

## Tusendårssted
Kommunens tusenårssted er Stav, det gamle centrum ved byen Tretten.
Stav er kendt for Norges ældste hestemarked og er fortsat et aktivt markedssted .
Området blev også kendt i 1995, da oversvømmelse raserede flere huse. Senere blev Moksa Kunstpark oprettet, og denne ligger også i tilknytning til tusendårsstedet.

## Attraktioner
- Lilleputthammer
- Hunderfossen Familiepark
- Hafjell Alpincenter
- Legeland Hafjell

## Personer fra Øyer
- Ole Stenen, olympisk medaljevinder († 1975)
- Ottar Grepstad (1953-), forfatter[4]
- Erling Jevne (1966-), olympisk mester
- Kjetil Haraldstad («Frost») (1973-), trommeslager i Satyricon

### Borgmestre i Øyer
- Ole Torgersen Gillebo
- Tor Mageli
- Ole Hageløkken
- Erl. Skjønsberg
- Einar Bræin
- Lars Bjerke
- Geir Korslund
- Einar Moe
- Arne Bueie
- Ola Prestegarden
- Rigmor Aarø Spiten
- Ole Hageløkken
- Mari Botterud
- Brit Kramperud Lundgård
- Jon Halvor Midtmageli